# Quel cochon !
Pour les articles homonymes, voir Pigs Is Pigs.
Pour plus de détails, voir Fiche technique et Distribution.
Quel cochon ! (Pigs is Pigs) est un film d'animation américain réalisé par Friz Freleng, sorti en 1937.
Produit par Leon Schlesinger Studios et distribué par Warner Bros., ce cartoon fait partie de la série Merrie Melodies.

## Voix originales
- Billy Bletcher : le scientifique malveillant (voix)
- Bernice Hansen : Piggy - Piggy enfant (voix)
- Martha Wentworth : Mama Pig (voix)